# Calatrava (Negros Occidental)
Calatrava is een gemeente in de Filipijnse provincie Negros Occidental. Bij de laatste census in 2007 had de gemeente ruim 78 duizend inwoners.

## Geografie

### Bestuurlijke indeling
Calatrava is onderverdeeld in de volgende 40 barangays:
| - Agpangi - Ani-e - Bagacay - Bantayanon - Buenavista - Cabungahan - Calampisawan - Cambayobo - Castellano - Cruz - Dolis - Hilub-Ang - Hinab-Ongan - Ilaya | - Laga-an - Lalong - Lemery - Lipat-on - Lo-ok - Ma-aslob - Macasilao - Malanog - Malatas - Marcelo - Mina-utok - Menchaca - Minapasuk | - Mahilum - Paghumayan - Pantao - Patun-an - Pinocutan - Refugio - San Benito - San Isidro - Suba - Telim - Tigbao - Tigbon - Winaswasan |

## Demografie
Calatrava had bij de census van 2007 een inwoneraantal van 78.452 mensen. Dit zijn 3.829 mensen (5,1%) meer dan bij de vorige census van 2000. De gemiddelde jaarlijkse groei komt daarmee uit op 0,69%, hetgeen lager is dan het landelijk jaarlijks gemiddelde over deze periode (2,04%). Vergeleken met de census van 1995 is het aantal mensen met 8.550 (12,2%) toegenomen.